# Хлясино
Хлясино — деревня в Рославльском районе Смоленской области России. Входит в состав Грязенятского сельского поселения. Население — 12 жителей (2007 год). 
Расположена в южной части области в 7 км к югу от Рославля, в 6 км южнее автодороги А101 Москва — Варшава («Старая Польская» или «Варшавка»), на берегу реки Колпита. В 6 км севернее деревни расположена железнодорожная станция Астапковичи на линии Рославль — Кричев. 

## История
В годы Великой Отечественной войны деревня была оккупирована гитлеровскими войсками в августе 1941 года, освобождена в сентябре 1943 года.